# Vincitori dei Giochi olimpici antichi
Questa è una lista di tutti i vincitori dei Giochi olimpici antichi, dalla prima edizione del 776 a.C. all'ultima nel 393. 

## Completezza
La lista si basa su ricerche moderne, ma anche su ricerche condotte dagli storici Pausania il Periegeta, Eusebio di Cesarea e la collezione dei Papiri di Ossirinco.
Non si conoscono con esattezza i nomi dei vincitori di ogni edizione, come anche il numero completo di discipline incluse; nemmeno le città d'origine dei vincitori sono del tutto credibili, potendo trattarsi di una distorsione per dare più prestigio alle rispettive città. Su un totale di 3500 probabili vincitori solo 800 di essi sono noti e una percentuale nettamente minore è accompagnata da informazioni sufficienti.
Fino al II secolo a.C. la maggior parte degli atleti erano greci, ma dal I secolo molti atleti romani hanno iniziato a partecipare come conseguenza della conquista romana della Grecia.

## Lista

### VIII secolo a.C.
| Anno     | Disciplina                     | Vincitore                | Origine          | Fonte   |
| -------- | ------------------------------ | ------------------------ | ---------------- | ------- |
| 776 a.C. | Stadion                        | Corebo                   | Elide            | Eusebio |
| 772 a.C  | Stadion                        | Antimaco                 | Pisa             | Eusebio |
| 768 a.C. | Stadion                        | Androclo                 | Messenia         | Eusebio |
| 764 a.C  | Stadion                        | Policare                 | Messenia         | Eusebio |
| 760 a.C. | Stadion                        | Aiscine                  | Elide            | Eusebio |
| 756 a.C. | Stadion                        | Ebota                    | Acaia            | Eusebio |
| 752 a.C. | Stadion                        | Diocle                   | Messenia         | Eusebio |
| 748 a.C. | Stadion                        | Anticle                  | Messenia         | Eusebio |
| 744 a.C. | Stadion                        | Xenocle                  | Messenia         | Eusebio |
| 740 a.C. | Stadion                        | Dotade                   | Messenia         | Eusebio |
| 736 a.C. | Stadion                        | Leocare                  | Messenia         | Eusebio |
| 732 a.C. | Stadion                        | Oxiteme                  | Beozia           | Eusebio |
| 728 a.C. | Stadion                        | Diocle                   | Corinzia         | Eusebio |
| 724 a.C. | Stadion Diaulos                | Desmone Ipeno            | Corinzia Elide   | Eusebio |
| 720 a.C. | Stadion Dolichos               | Orsippo Acanto           | Megaride Laconia | Eusebio |
| 716 a.C. | Stadion                        | Pitagora                 | Laconia          | Eusebio |
| 712 a.C. | Stadion                        | Polo                     | Epidauro         | Eusebio |
| 708 a.C. | Stadion Pentathlon Lotta greca | Tellide Lampide Euribate | Sicione Laconia  | Eusebio |
| 704 a.C. | Stadion                        | Meno                     | Megaride         | Eusebio |
| 700 a.C. | Stadion                        | Aterada                  | Laconia          | Eusebio |

### VII secolo a.C.
| Anno     | Disciplina                         | Vincitore                       | Origine                           | Fonte    |
| -------- | ---------------------------------- | ------------------------------- | --------------------------------- | -------- |
| 696 a.C. | Stadion                            | Pantacle                        | Attica                            | Eusebio  |
| 692 a.C. | Diaulos Stadion                    | Pantacle                        | Attica                            | Eusebio  |
| 688 a.C. | Stadion Pugilato                   | Icario Onomasto                 | Aigeria Smirne                    | Eusebio  |
| 684 a.C. | Dolichos Stadion                   | Fana Cleoptolemo                | Messenia Laconia                  | Eusebio  |
| 680 a.C. | Stadion Tetrippon                  | Talpide Pagonda                 | Laconia Beozia                    | Pausania |
| 676 a.C. | Pentathlon Stadion                 | Filombroto Callistene           | Laconia                           | Eusebio  |
| 672 a.C. | Stadion Pentathlon                 | Euribate Filombroto             | Attica Laconia                    | Eusebio  |
| 668 a.C. | Pugilato Pentathlon Stadion        | Daippo Filombroto Carmi         | Crotone Laconia                   | Eusebio  |
| 664 a.C. | Diaulos Stadion                    | Chione                          | Laconia                           | Eusebio  |
| 660 a.C. | Diaulos Stadion                    | Chione                          | Laconia                           | Eusebio  |
| 656 a.C. | Diaulos Stadion                    | Chione                          | Laconia                           | Eusebio  |
| 652 a.C. | Pugilato Stadion                   | Comaio Cratino                  | Megaride                          | Eusebio  |
| 648 a.C. | Ippica Stadion Pancratio Tetrippon | Krauxide Gilide Ligdamia Mirone | Crannone Laconia Siracusa Sicione | Eusebio  |
| 644 a.C. | Stadion                            | Stoma                           | Attica                            | Eusebio  |
| 640 a.C. | Diaulos Stadion                    | Cilone Sfairo                   | Attica Laconia                    | Eusebio  |
| 636 a.C. | Pancratio Stadion                  | Prinone Aritame                 | Laconia Attica                    | Eusebio  |
| 632 a.C. | Stadion Lotta greca                | Polineiche Euricleide Ippostene | Elide/Laconia                     | Eusebio  |
| 628 a.C. | Pentathlon Stadion                 | Deutelide Olinteo               | Laconia                           | Eusebio  |
| 624 a.C. | Stadion Lotta greca                | Ripsolao Ippostene              | Laconia                           | Eusebio  |
| 620 a.C. | Stadion Lotta greca                | Olinteo Ippostene               | Laconia                           | Eusebio  |
| 616 a.C. | Pugilato Stadion Lotta greca       | Filota Kleonida Ippostene       | Sibari Beozia Laconia             | Eusebio  |
| 612 a.C. | Stadion Lotta greca                | Licota Ippostene                | Laconia Epidauro                  | Eusebio  |
| 608 a.C. | Stadion Lotta greca                | Cleone Ippostene                | Laconia Epidauro                  | Eusebio  |
| 604 a.C. | Stadion Lotta greca                | Etoimocle Gelone                | Laconia Epidauro                  | Eusebio  |
| 600 a.C. | Stadion Lotta greca                | Anticrate Etoimocle             | Laconia Epidauro                  | Eusebio  |

### VI secolo a.C.
| Anno     | Disciplina                                                          | Vincitore                                                    | Origine                                             | Fonte    |
| -------- | ------------------------------------------------------------------- | ------------------------------------------------------------ | --------------------------------------------------- | -------- |
| 596 a.C. | Stadion Lotta greca                                                 | Polimestre Crisamasso Etoimocle                              | Mileto/Laconia                                      | Eusebio  |
| 592 a.C. | Stadion Tetrippon Lotta greca                                       | Euricle Alcmeone Etoimocle                                   | Laconia Attica                                      | Eusebio  |
| 588 a.C. | Lotta greca Stadion Pugilato Evento speciale                        | Glauchia Pitagora Etoimocle Lenaio                           | Laconia Samo Crotone non noto                       | Eusebio  |
| 584 a.C. | Stadion                                                             | Lichino                                                      | Crotone                                             | Eusebio  |
| 580 a.C. | Stadion                                                             | Epitelide                                                    | Laconia                                             | Eusebio  |
| 576 a.C. | Stadion                                                             | Eratostene                                                   | Crotone                                             | Eusebio  |
| 572 a.C. | Stadion Pugilato Pancratio Tetrippon                                | Agide Tisandro Arricchio Clistene                            | Elide Naxos Arcadia Sicione                         | Eusebio  |
| 568 a.C. | Stadion Pugilato                                                    | Agnone Tisandro                                              | Scopelo Naxos                                       | Eusebio  |
| 564 a.C. | Pancratio Stadion Tetrippon Pugilato                                | Arriccione Ippostrato Callia Tisandro                        | Arcadia Crotone Attica Naxos                        | Eusebio  |
| 560 a.C. | Stadion Tetrippon Pugilato                                          | Ippostrato Milziade Tisandro                                 | Crotone Attica Naxos                                | Eusebio  |
| 556 a.C. | Stadion                                                             | Faidro                                                       | Tessaglia                                           | Eusebio  |
| 552 a.C. | Stadion                                                             | Ladromo                                                      | Laconia                                             | Eusebio  |
| 548 a.C. | Stadion Tetrippon                                                   | Diogneto Evagora                                             | Crotone Laconia                                     | Eusebio  |
| 544 a.C. | Pugilato Stadion Tetrippon                                          | Praxidama Archiloco Evagora                                  | Egina Corcira Laconia                               | Pausania |
| 540 a.C. | Pugilato Stadion Lotta greca Tetrippon                              | Leocreo Apellao Milone Evagora                               | Ceo Elide Crotone Laconia                           | Eusebio  |
| 536 a.C. | Stadion Tetrippon Pancratio                                         | Agatarco Cimone                                              | Corcira Attica Locride                              | Eusebio  |
| 532 a.C. | Stadion Lotta greca Tetrippon                                       | Erixide Milone Pisistrato                                    | Calcide Crotone Attica                              | Eusebio  |
| 528 a.C. | Stadion Lotta greca Tetrippon                                       | Parmenide Cimone Milone                                      | Epiro Crotone Attica                                | Eusebio  |
| 524 a.C. | Lotta greca Stadion                                                 | Milone Menandro                                              | Crotone Tessaglia                                   | Eusebio  |
| 520 a.C. | Oplitodromo Stadion Pugilato Diaulos non noto Lotta greca Tetrippon | Damarete Anoco Glauco Filippo Milone non noto                | Taranto Crotone Beozia Arcadia Karystos             | Eusebio  |
| 516 a.C. | Pancratio Stadion Lotta greca Oplitodromo Tetrippon                 | Timasiteo Isciro Milone Damarete Kleostene                   | Delfi Crotone Arcadia Imera Epiro                   | Eusebio  |
| 512 a.C. | Stadion Lotta greca Diaulos Oplitodromo Ippica Pancratio            | Fana Timasiteo Feidola                                       | Crotone Acaia Corinzia                              | Eusebio  |
| 508 a.C. | Ippica Stadion Lotta greca Oplitodromo Tetrippon                    | "figli di Feidola" Isomaco Callitele Frichia Pantaro         | Corinzia Crotone Laconia Tessaglia Gela             | Eusebio  |
| 504 a.C. | Stadion Diaulos non noto Oplitodromo Tetrippon                      | Filone Tessalo Isomaco Tita Frichia Demarato                 | Corcira Corinzia Crotone non noto Tessaglia Laconia | Eusebio  |
| 500 a.C. | Stadion Quadriga Stadion Pugilato Pentathlon Tetrippon              | Meneptolemo Nikea Tersio Filone Agametore Akmatide Callia II | Apollonia/Tessaglia Corcira/Arcadia Laconia Attica  | Pausania |

### V secolo a.C.
| Anno     | Disciplina                                                                                               | Vincitore | Origine                                                                                  | Fonte               |
| -------- | --- | --- | ---------------------------------------------------------------------------------------- | ------------------- |
| 496 a.C. | Ippica Stadion Pugilato Lotta greca Kalpe Tetrippon                                                      | Empedocle Tisicrate Filone Exaineto Pataico Callia II                                                                  | Agrigento Crotone Corcira Acaia Attica                                                   | Pausania            |
| 492 a.C. | Pentathlon Stadion Pugilato Corsa Ippica Tetrippon                                                       | Geronimo Tisicrate Cleomede Ippoclea Croco Callia II                                                                   | Cicladi Crotone Dodecaneso Tessaglia Eubea Attica                                        | Eusebio             |
| 488 a.C. | Pugilato Stadion Pentathlon Corsa Pugilato Diaulos Tetrippon                                             | Diogneto Asopico Astilo Euticle Ippoclea Agiada Gelone                                                                 | Creta Arcadia Crotone Tessaglia Elide Gela                                               | Eusebio             |
| 484 a.C. | Oplitodromo Stadion Pugilato Pentathlon Diaulos Dolichos Lotta greca Pancratio Tetrippon                 | Mnase Astilo Eutimo Teopompo Epicradio Dromeo Telemaco Agia Polipeite                                                  | Cirenaica Crotone Arcadia Tessaglia Laconia                                              | Eusebio             |
| 480 a.C. | Quadriga Lotta greca Stadion Pugilato Oplitodromo Tetrippon Ippica Pentathlon Diaulos Dolichos Pancratio | Anassila [...]co Xenofite nessuno [...]fane Teogene Astilo Daitonda/Arsiloco Teopompo Dromeo                           | Reggio Peloponneso Chio Arcadia Siracusa Beozia Taso                                     | Papiro di Ossirinco |
| 476 a.C. | Lotta greca Stadion Diaulos Dolichos Pentathlon Pugilato Oplitodromo Tetrippon Ippica Pancratio          | Teogneto non noto Scamandro Dande non noto Eutimo Agesidamo Zopiro Terone Gerone Teogene                               | Laconia Lesbo Peloponneso Taranto Tracia Locride Siracusa Agrigento Taso                 | Papiro di Ossirinco |
| 472 a.C. | Lotta greca Stadion Diaulos Dolichos Pentathlon Pugilato Oplitodromo Tetrippon Ippica Pancratio          | [...]sandride Dande Eutimo Tellone [...]amo [...]cratide [...]mene [...]geo Ergotele [...]gia Gerone Callia nessuno    | Corinzia Argo Locride Mileto Arcadia Taranto Epidauro Imera Samo Illiria Siracuse Attica | Papiro di Ossirinco |
| 468 a.C. | Lotta greca Quadriga Stadion Diaulos Dolichos Pentathlon Pugilato Oplitodromo Tetrippon Ippica Pancratio | Agesia Licofrono Epitimada Parmenide Menalche [...]ione [...]ene [...]emo [...]mede Efarmosto [...]loo Leofrone Gerone | Siracusa Attica Argo Paestum Taranto Laconia non noto                                    | Papiro di Ossirinco |
| 464 a.C. | Lotta greca Quadriga Stadion Diaulos Dolichos Pentathlon Pugilato Oplitodromo Tetrippon Ippica Pancratio | Peria Pitagora Xenofonte Diagora Protolao Egotele Echecratide Efotione Cratistene                                      | Arcadia Corinzia Rodi Imera Tessaglia Cirenaica                                          | Eusebio             |
| 460 a.C. | Lotta greca Stadion Dolichos Pugilato Tetrippon Pancratio non noto                                       | Alcmedone Sostrato Torimba Amesina Chinisco Lada Kordapo Timodemo Arcesilao                                            | Cirenaica Achea Tessaglia Argo Attica                                                    | Eusebio             |
| 456 a.C. | Lotta greca Quadriga Stadion Diaulos Dolichos Pentathlon Pugilato Oplitodromo Tetrippon Ippica Pancratio | Psaumio [...]nomo Aigia Firinco Icadio Polimnasto Diactoride Alcaineto Antropo Leontisco Timante Mnase                 | non noto Attica Creta Cirenaica Elide Messina Chio Tessaglia                             | Papiro di Ossirinco |
| 452 a.C. | Lotta greca Stadion Diaulos Dolichos Pentathlon Pugilato Oplitodromo Tetrippon Ippica Pancratio          | Pitocle Cleodoro Lacone Lico Eubolo Ippoboto Aristone Leontisco Damagete Psaumio Pitone                                | Elide non noto Tessaglia Rodi Epidauro non noto Argo Imera Ragusa                        | Papiro di Ossirinco |
| 448 a.C. | Lotta greca Stadion Diaulos Dolichos Pentathlon Pugilato Oplitodromo Tetrippon Ippica Pancratio          | Cheimone Liceino Crisone Lacaride Eucleide Akousilao Aristone Polinico Aigeda Damagete Arcesilao Chetone               | Argo Imera Rodi Beozia Creta Laconia                                                     | Papiro di Ossirinco |
| 444 a.C. | Stadion Lotta greca Pugilato Pentathlon                                                                  | Crisone Taurostene Alcaineto Icco Carmide Arcesilao                                                                    | Imera Elide Taranto Laconia                                                              | Eusebio             |
| 440 a.C. | Pugilato Stadion Lotta greca Tetrippon                                                                   | Gnatone Crisone Teopompo II Policle                                                                                    | Imera Tessaglia Laconia                                                                  | Eusebio             |
| 436 a.C. | Pugilato Stadion Lotta greca Tetrippon                                                                   | Filippo Teopompo Pantarche Teopompo II Megacle                                                                         | Arcadia Tessaglia Elide Attica                                                           | Eusebio             |
| 432 a.C. | Stadion Tetrippon Pancratio Lotta greca                                                                  | Sofron Licino Dorio | Elide Rodi Laconia                                                                       | Eusebio             |
| 428 a.C. | Pancratio Stadion Tetrippon                                                                              | Dorio Simmaco Alessandro                                                                                               | Rodi Messina Laconia                                                                     | Eusebio             |
| 424 a.C. | Pugilato Stadion Pancratio Tetrippon                                                                     | Ellanico Simmaco Cleomaco Dorio Leone                                                                                  | Elide Messina Rodi Laconia                                                               | Eusebio             |
| 420 a.C. | Dolichos Stadion Lotta greca Ippica Pancratio Tetrippon                                                  | Aristeo Iperbio Teanto Amerta Xenombroto Androstene Lica                                                               | Argo Siracusa Elide Dodecaneso Laconia                                                   | Tucidide            |
| 416 a.C. | Stadion Lotta greca Pancratio Tetrippon non noto                                                         | Exaineto Nicostrato Lacrate Androstene Alcibiade                                                                       | Agrigento Laconia Attica                                                                 | C. M. Bowra         |
| 412 a.C. | Stadion                                                                                                  | Exaineto | Agrigento                                                                                | Eusebio             |
| 408 a.C. | Stadion Pancratio Carro Tetrippon                                                                        | Eubota Polidamante Evagora Archelao                                                                                    | Cirenaica Tessaglia Elide Macedonia                                                      | Eusebio             |
| 404 a.C. | Lotta greca Stadion Pugilato Dolichos Pancratio                                                          | Simmaco Eucle Peisirodo Lastene Crochina Promaco                                                                       | Elide Rodi Sibari Beozia                                                                 | Eusebio             |
| 400 a.C. | Stadion Pugilato Lotta greca Pancratio Tetrippon                                                         | Mino Demarco Xenodico Eutimene Bauchi Antioco Timone                                                                   | Attica Arcadia Argo Elide                                                                | Eusebio             |

### IV secolo a.C.
| Anno     | Disciplina                                                                                    | Vincitore                                                                                       | Origine                                        | Fonte               |
| -------- | --------------------------------------------------------------------------------------------- | ----------------------------------------------------------------------------------------------- | ---------------------------------------------- | ------------------- |
| 396 a.C. | Lotta greca Stadion Diaulos Dolichos Pugilato Tetrippon Cerice Salpinx                        | Epicare Eupolemo Crochina [...]onio Crate Timaio non noto Bischela Archedamo Crochena Chinisca  | Attica Elide Corinzia Sicione Laconia          | Papiro di Ossirinco |
| 392 a.C. | Pugilato Stadion Lotta greca Tetrippon                                                        | Pormio Dicon Neolaida Eutimene Cinisca                                                          | Caria Caulonia Arcadia Laconia                 | Eusebio             |
| 388 a.C. | Lotta greca Stadion Dolichos Pugilato Tetrippon Ippica                                        | Sosippo Aristodemo Eupalo Antipatro Cleogene Xenarco                                            | Attica Elide Tessaglia Mileto Laconia          | Eusebio             |
| 384 a.C. | Stadion Dolichos Tetrippon Pugilato Diaulos/Oplitodromo Lotta greca                           | Licino Sotade Dicon Euribate Damossenida Ismone Alcheto Narichida                               | Creta Siracusa Laconia Elide Arcadia           | Pausania            |
| 380 a.C. | Stadion Pancratio Boxing Dolichos                                                             | Deinoloco Xenofonte Dionisiodoro non noto Ippo Sotade                                           | Elide Cilicia Taranto Samo Efeso               | Eusebio             |
| 376 a.C. | Pentathlon Stadion Pugilato                                                                   | Stomio Damonte Labac Critodamo                                                                  | Elide Taranto Arcadia                          | Eusebio             |
| 372 a.C. | Tetrippon Stadion Pugilato Lotta greca non noto Carro                                         | Troilo Damonte Tersiloco Xenocle non noto                                                       | Elide Corcira Arcadia                          | Eusebio             |
| 368 a.C. | Stadion Pugilato Pancratio Carro                                                              | Damisco Pitostrato Aristione Xenarche Eurileone                                                 | Messenia Attica Etolia Ragusa Laconia          | Eusebio             |
| 364 a.C. | Stadion Cerice Pancratio Carro                                                                | Fochide Archia Sostrato Eubata                                                                  | Sicione Cirenaica Attica Beozia                | Eusebio             |
| 360 a.C. | Pugilato Stadion Lotta greca Cerice Pancratio Tetrippon                                       | Filammone Xenone Poro Agenore Archia Sostrato Teocresto I                                       | Attica Cirenaica Creta                         | Eusebio             |
| 356 a.C. | Dolichos Stadion Lotta greca Cerice Ippica Pancratio                                          | Pirilampe Poro Cairone Archia Filippo II Sostrato                                               | Efeso Acaia Macedonia                          | Eusebio             |
| 352 a.C. | Stadion Carro Pugilato non noto Lotta greca Tetrippon                                         | Smicrine Timocrate Atenaio Dionisodoro Cairone Filippo II                                       | Taranto Attica Macedonia Beozia Efeso          | Arriano             |
| 348 a.C. | Stadion Lotta greca Carro                                                                     | Policle Aiscilo Cairone Filippo II                                                              | Macedionia Cirenaica Beozia                    | Eusebio             |
| 344 a.C. | Stadion Lotta greca Oplitodromo Tetrippon                                                     | Aristoloco Cairone Callicrate Aribba                                                            | Attica Acaia Ionia Epiro                       | Eusebio             |
| 340 a.C. | Pugilato Stadion Oplitodromo                                                                  | Asamone Anticle Telesta Callicrate                                                              | Elide Attica Messenia Ionia                    | Eusebio             |
| 336 a.C. | Pancratio Stadion Pugilato                                                                    | Diosippo Cleomante Mis                                                                          | Attica Arcadia Taranto                         | Eusebio             |
| 332 a.C. | Pentathlon Stadion Pugilato Lotta greca                                                       | Callipo Grilo Satiro Cheilo                                                                     | Attica Calcide Elide Peloponneso               | Eusebio             |
| 328 a.C. | Dolichos Stadion Pugilato Ippica Lotta greca Salpinx                                          | Egeo Cilitone Satiro Demade Cilone Erodoro                                                      | Argo Macedonia Elide Attica Megaride           | Eusebio             |
| 324 a.C. | Salpinx Stadion Pugilato Pancratio                                                            | Erodoro Micina Dorio Astiana                                                                    | Megaride Rodi Mileto Samo                      | Papiro di Ossirinco |
| 320 a.C. | Stadion Pugilato Lotta greca Salpinx Pancratio                                                | Damasia Pittalo Ermesiana Erodoro Astiana                                                       | Anfipoli Elide Ionia Mileto                    | Eusebio             |
| 316 a.C. | Pugilato Stadion Salpinx Pancratio                                                            | Coirilo Demostene Erodoro Astiana                                                               | Elide Laconia Megaride Mileto                  | Eusebio             |
| 312 a.C. | Pancratio Stadion Pentathlon Salpinx                                                          | Aristofone Parmenione Alessibio Erodoro                                                         | Attica Lesbo Arcadia                           | Eusebio             |
| 308 a.C. | Pugilato Stadion Pancratio Lotta greca Salpinx Ippica Carri                                   | Teotimo Apollonide Antenore Seleada Erodoro Nicagora                                            | Elide Arcadia Attica Laconia Rodi              | Eusebio             |
| 304 a.C. | Stadion Pugilato Diaulos Salpinx Tetrippon                                                    | Sofio Andromene Callone Nicandro Erodoro Lampo                                                  | Messenia Corinzia Elide Megaride               | Eusebio             |
| 300 a.C. | Stadion Pancratio Stadion Lotta greca Pugilato Diaulos non noto Salpinx Oplitodromo Tetrippon | Timostene Nico Pitagora Chera Archippo Ippomaco Nicandro Eublache Erodoro non noto Teocresto II | Elide Beozia Ionia Argo Lesbo Laconia Megaride | Eusebio             |

### III secolo a.C.
| Anno     | Disciplina | Vincitore | Origine                                                                                  | Fonte               |
| -------- | --- | --- | ---------------------------------------------------------------------------------------- | ------------------- |
| 296 a.C. | Lotta greca Stadion Diaulos Dolichos Pentathlon Pugilato Oplitodromo Tetrippon Ippica Pancratio Carri Salpinx | Antipatro Apollonio Pitagora Calippo Timaco Sosiade Pasicoro Tlasimaco Ampiare Erodoro non noto Pandio Nico Archidamo | Cirenaica Rodi Arcadia Beozia Tessaglia Corinzia Laconia Megaride Elide Macedonia Smirne | Flegonte di Tralles |
| 292 a.C. | Pugilato Stadion Oplitodromo Tetrippon                                                                        | Filippo Erodoto Antigono Eperasto Telemaco                                                                            | Arcadia Smirne Macedonia Elide                                                           | Eusebio             |
| 288 a.C. | Stadion | Antigono | Macedonia                                                                                | Eusebio             |
| 284 a.C. | Stadion | Filomelo | Tessaglia                                                                                | Eusebio             |
| 280 a.C. | Stadion | Lada | Cirenaica                                                                                | Eusebio             |
| 276 a.C. | Stadion Tetrippon                                                                                             | Idaio Attalo | Cirenaica Pergamo                                                                        | Eusebio             |
| 272 a.C. | Lotta greca Stadion Tetrippon                                                                                 | Cratino Perigene Nicarco Glauco                                                                                       | Aigeira Alessandria Attica Elide                                                         | Eusebio             |
| 268 a.C. | Lotta greca Stadion Tetrippon Ippica Carro                                                                    | Alessinico Seleuco Bilistiche non noto Cartero                                                                        | Elide Macedonia Tessaglia Cos                                                            | Eusebio             |
| 264 a.C. | Carro Stadion                                                                                                 | Bilistiche Filino | Macedonia Cos                                                                            | Pausiania           |
| 260 a.C. | Diaulos Stadion                                                                                               | Filino | Cos                                                                                      | Eusebio             |
| 256 a.C. | Stadion Corsa Lotta greca Diaulos                                                                             | Ammonio Ippocrate Icasio FIlino                                                                                       | Alessandria Tessaglia Cos                                                                | Eusebio             |
| 252 a.C. | Stadion | Senofane | Delfi                                                                                    | Eusebio             |
| 248 a.C. | Lotta greca Stadion non noto                                                                                  | Lastradite Similo Euriade non noto                                                                                    | Elide Neapoli                                                                            | Eusebio             |
| 244 a.C. | Stadion | Alchide | Laconia                                                                                  | Eusebio             |
| 240 a.C. | Stadion Pugilato                                                                                              | Eratone Cleoxeno | Etolia Alessandria                                                                       | Eusebio             |
| 236 a.C. | Stadion | Pitocle | Sicione                                                                                  | Eusebio             |
| 232 a.C. | Pentathlon Stadion Tetrippon                                                                                  | Gorgo Menesteo Arato                                                                                                  | Messenia Sicione                                                                         | Eusebio             |
| 228 a.C. | Stadion Ippica                                                                                                | Emautio Pantarche Demetrio                                                                                            | Arcadia Elide Alessandria                                                                | Eusebio             |
| 224 a.C. | Stadion | Iolaida | Argo                                                                                     | Eusebio             |
| 220 a.C. | Pancratio non noto                                                                                            | Agesidamo non noto | Messenia                                                                                 | Eusebio             |
| 216 a.C. | Corsa Lotta greca Pancratio Stadion                                                                           | Trasonide Paianio Cleitomaco Doroteo                                                                                  | Elide Beozia Rodi                                                                        | Eusebio             |
| 212 a.C. | Pugilato Lotta greca Pancratio Stadion Carri                                                                  | Cleitomaco Capro Crate Achestoride                                                                                    | Beozia Elide Alessandria Troade                                                          | Eusebio             |
| 208 a.C. | Diaulos Stadion                                                                                               | non noto Damatrio | Argolide Samo                                                                            | Eusebio             |
| 204 a.C. | Stadion Diaulos Lotta greca Pentathlon Pugilato Diaulos Dolichos Pancratio                                    | Sodamo non noto Damocrate Eracleide                                                                                   | Nasso Cipro                                                                              | Eusebio             |
| 200 a.C. | Pentathlon Pugilato Diaulos Dolichos Stadion Pancratio                                                        | Timone Mosco non noto Damatrio Pirria Faidimo                                                                         | Elide Argolide Troade                                                                    | Eusebio             |

### II secolo a.C.
| Anno     | Disciplina                                                 | Vincitore                           | Origine                    | Fonte   |
| -------- | ---------------------------------------------------------- | ----------------------------------- | -------------------------- | ------- |
| 196 a.C. | Diaulos Stadion                                            | non noto Michione                   | Argo Beozia                | Eusebio |
| 192 a.C. | Lotta greca Stadion                                        | Cleitostrato Agemaco                | Rodi Misia                 | Eusebio |
| 188 a.C. | Stadion                                                    | Arcesilao                           | Arcadia                    | Eusebio |
| 184 a.C. | Pugilato Stadion                                           | Epiterse Ippostrato                 | Ionia Seleucia             | Eusebio |
| 180 a.C. | Pugilato Stadion                                           | Epiterse Onesicrito                 | Ionia Salamina             | Eusebio |
| 176 a.C. | Stadion                                                    | Similo                              | Panfilia                   | Eusebio |
| 172 a.C. | Lotta greca Pancratio Stadion                              | Agesistrato Diallo Democrito        | Dodecaneso Smirne Megaride | Eusebio |
| 168 a.C. | Stadion                                                    | Aristandro                          | Lesbo                      | Eusebio |
| 164 a.C. | Lotta greca Oplitodromo Diaulos                            | Lisippo Leonida                     | Elide Rodi                 | Eusebio |
| 160 a.C. | Pugilato Diaulos Oplitodromo Stadion                       | [...]gono Leonida                   | Rodi                       | Eusebio |
| 156 a.C. | Pancratio Pugilato Diaulos Lotta greca Oplitodromo Stadion | Aminta [...]gono Leonida Aristomene | Lesbo Rodi                 | Eusebio |
| 152 a.C. | Diaulos Stadion Oplitodromo                                | Leonida Apollodoro                  | Rodi Samo                  | Eusebio |
| 148 a.C. | Stadion Lotta greca                                        | Ortone non noto                     | Elide Siracusa             | Eusebio |
| 144 a.C. | Pugilato Stadion                                           | Xenoteme Alchemo                    | Mileto Misia               | Eusebio |
| 140 a.C. | Stadion                                                    | Agnodoro                            | Misia                      | Eusebio |
| 136 a.C. | Stadion                                                    | Antipatro                           | Epiro                      | Eusebio |
| 132 a.C. | Stadion                                                    | Damonte                             | Delfi                      | Eusebio |
| 128 a.C. | Stadion                                                    | Timoteo                             | Efeso                      | Eusebio |
| 124 a.C. | Stadion                                                    | Boioto                              | Sicione                    | Eusebio |
| 120 a.C. | Pugilato Stadion                                           | Agesarco Acousilao                  | Cirenaica                  | Eusebio |
| 116 a.C. | Stadion                                                    | Crisogonio                          | Bitinia                    | Eusebio |
| 112 a.C. | Stadion                                                    | Crisogonio                          | Bitinia                    | Eusebio |
| 108 a.C. | Stadion                                                    | Nicomaco                            | Pergamo                    | Eusebio |
| 104 a.C. | Stadion                                                    | Nicodamo                            | Laconia                    | Eusebio |
| 100 a.C. | Diaulos Dolichos Oplitodroo Stadion                        | Nicocle Simmia                      | Argolide Seleucia          | Eusebio |

### I secolo a.C.
| Anno    | Disciplina | Vincitore | Origine                                                           | Fonte               |
| ------- | --- | --- | ----------------------------------------------------------------- | ------------------- |
| 96 a.C. | non noto Carro Stadion                                                                                                | Aristodamo Antigene Parmenisco | Elide Corcira                                                     | Eusebio             |
| 92 a.C. | Lotta greca Pancratio Stadion                                                                                         | Protofane Eudamo | Ionia Cos                                                         | Eusebio             |
| 88 a.C. | Stadion | Parmenisco | Corcira                                                           | Eusebio             |
| 84 a.C. | Tetrippon Ippica Stadion Carro                                                                                        | Teodota Praxagoras Strogiano Telemaco Demostato Filisto Timareta                                                                      | Elide Tessaglia Argolide                                          | Eusebio             |
| 80 a.C. | Stadion | nessuno | nessuno                                                           | Eusebio             |
| 76 a.C. | Ippica Stadion Tetrippon                                                                                              | Lastene Dione non noto | Elide Laconia                                                     | Eusebio             |
| 72 a.C. | Pugilato Pentathlon Lotta greca Pancratio Stadion Diaulos Dolichos Corsa Carro Tetrippon Oplitodromo Ippica Tetrippon | Atiana Aristonimida Soterico Apollonia Cala Sosigene Ecatomno Gaio Ipsicle Calippo Cletia Ellanico Isidoro Egemone Sfodria Aristoloco | Eolide Cos Elide Laconia Anatolia Mileto Roma Sicione Alessandria | Flegonte di Tralles |
| 68 a.C. | Pancratio Stadion Lotta greca                                                                                         | Stratone Diocle | Alessandria Lidia                                                 | Eusebio             |
| 64 a.C. | Pancratio Stadion | Stratone Andrea | Alessandria Laconia                                               | Eusebio             |
| 60 a.C. | Stadion Carro | Andromaco Menedemo | Corinzia Elide                                                    | Eusebio             |
| 56 a.C. | evento equestre Stadion                                                                                               | Caropa Lamaco Angeloco | Elide Messina                                                     | Eusebio             |
| 52 a.C. | Lotta greca Pancratio Stadion                                                                                         | Marione Antestione | Alessandria Argolide                                              | Eusebio             |
| 48 a.C. | non noto Stadion Tetrippon                                                                                            | non noto Teodoro [...]coo | Elide Messenia                                                    | Eusebio             |
| 44 a.C. | Stadion | Teodoro | Messenia                                                          | Eusebio             |
| 40 a.C. | Pugilato Stadion | Taliarco Aristone | Elide Taranto                                                     | Eusebio             |
| 36 a.C. | Ippica Stadion | Licomede Scamandro | Elide Alessandria                                                 | Eusebio             |
| 32 a.C. | Stadion | Aristone | Taranto                                                           | Eusebio             |
| 28 a.C. | Stadion | Sopatro | Argo                                                              | Eusebio             |
| 24 a.C. | Pancratio Stadion Salpinx                                                                                             | Demostene Filippo Glicone Asclepiade                                                                                                  | Mileto Pergamo Sidone                                             | Eusebio             |
| 20 a.C. | Diaulos Salpinx Stadion                                                                                               | non noto Demostene Aufidio | Mileto Attica                                                     | Eusebio             |
| 16 a.C. | Stadion Salpinx | Demostene Diodoto | Mileto Cappadocia                                                 | Eusebio             |
| 12 a.C. | Stadion Lotta greca                                                                                                   | Polictore Diofane | Elide Tessaglia                                                   | Eusebio             |
| 8 a.C.  | Pugilato Stadion | Nicofone Artemidoro | Mileto Lidia                                                      | Eusebio             |
| 4 a.C.  | Stadion Tetrippon | Polixeno Demarato Tiberio | Efeso Roma                                                        | Eusebio             |

### I secolo
| Anno | Disciplina                                              | Vincitore                                                                             | Origine                     | Fonte   |
| ---- | ------------------------------------------------------- | ------------------------------------------------------------------------------------- | --------------------------- | ------- |
| 1    | Evento equestre Carro Stadion                           | Archiada Damitide Demarato                                                            | Elide Efeso                 | Eusebio |
| 5    | non noto Stadion                                        | Gneo Marco Pammene                                                                    | Ionia Roma                  | Eusebio |
| 9    | non noto Stadion                                        | Gneo Marco Asiatico                                                                   | Roma Caria                  | Eusebio |
| 13   | Lotta greca Pancratio Stadion                           | Aristea Diofene                                                                       | Macedonia Bitinia           | Eusebio |
| 17   | Tetrippon                                               | Germanico                                                                             | Roma                        | Eusebio |
| 21   | Stadion                                                 | Polemo                                                                                | Epiro                       | Eusebio |
| 25   | Pancratio Stadion                                       | Dama Democrate                                                                        | Antiochia Ionia             | Eusebio |
| 29   | Pugilato Stadion                                        | Erma Democrate                                                                        | Antiochia                   | Eusebio |
| 33   | Pugilato Pancratio Stadion                              | Democrate Era Apollonio                                                               | Laodicea Epidauro           | Eusebio |
| 37   | non noto Lotta greca Pancratio Stadion                  | Ermogene Nicostrato Sarapione                                                         | Cilicia Alessandria         | Eusebio |
| 41   | Stadion                                                 | Eubolide                                                                              | Laodicea                    | Eusebio |
| 45   | Stadion                                                 | Valerio                                                                               | Lesbo                       | Eusebio |
| 49   | Pugilato Pancratio Lotta greca Stadion                  | Melancomo Publio Cornelio Aristone Tiberio Claudio Patrobio Atenodoro                 | Caria Efeso Antiochia       | Eusebio |
| 53   | evento equestre Lotta greca Ippica Pancratio Stadion    | Calippo Peisano Tiberio Claudio Patrobio Tiberio Claudio Afrodisio Atenodoro non noto | Elide Antiochia Stratonicea | Eusebio |
| 57   | Lotta greca non noto Stadion                            | Tiberio Claudio Patrobio Publio Pompeo Eutiche Callicle                               | Lidia Sidone Acaia          | Eusebio |
| 61   | non noto Stadion                                        | Publio Pompeo Eutiche Atenodoro                                                       | Lidia                       | Eusebio |
| 65   | Pancratio Carro Stadion Cerice Lira Biga Tragedia       | Xenodamo Trifone Nerone                                                               | Corinzia Roma               | Eusebio |
| 69   | Salpinix Diaulos Dolichos Pancratio Stadion             | Diogene Polite Tiberio Claudio Artemidoro                                             | Efeso Caria Tralles         | Eusebio |
| 73   | Salpinx Stadion                                         | Diogene Rodo                                                                          | Efeso Eolide                | Eusebio |
| 77   | Salpinx Stadion                                         | Diogene Stratone                                                                      | Efeso Alessandria           | Eusebio |
| 81   | Salpinx Diaulos/Oplitodromo Pancratio Stadion non noto  | Diogene Ermogene Pratomelide Tiberio Claudio Rufo                                     | Efeso Smirne Laconia        | Eusebio |
| 85   | Pancratio Stadion Oplitodromo Salpinx Dolichos Diaulos  | Tito Flavio Artemidoro Ermogene Tito Flavio Metrobio Diogene Apollofane               | Caria Tarso Cilicia         | Eusebio |
| 89   | Pancratio Stadion Pugilato Diaulos/Oplitodromo non noto | Tito Flavio Artemidoro Sarapio Nicanore Ermogene Pancle                               | Alessandria Efeso Cicladi   | Eusebio |
| 93   | Pugilato Stadion non noto                               | Eracleide Atenaio Apollonio                                                           | Alessandria Attica          | Eusebio |
| 97   | Lotta greca Stadion                                     | Marco Stefano                                                                         | Antiochia Cappadocia        | Eusebio |

### II secolo
| Anno | Disciplina                                     | Vincitore                                                                           | Origine                            | Fonte   |
| ---- | ---------------------------------------------- | ----------------------------------------------------------------------------------- | ---------------------------------- | ------- |
| 101  | Stadion Pancratio                              | Achille Tito Flavio Archibio                                                        | Alessandria                        | Eusebio |
| 105  | Stadion Pancratio                              | Tito Flavio Archibio Teona                                                          | Alessandria                        | Eusebio |
| 109  | Stadion Ippica                                 | Callisto non noto                                                                   | Alessandria                        | Eusebio |
| 113  | Dolichos Stadion                               | Eustolo non noto                                                                    | Rodi Sidone                        | Eusebio |
| 117  | Pancratio Dolichos Stadion                     | Publio Elio Aristomaco Isarione non noto                                            | Rodi Alessandria                   | Eusebio |
| 121  | Stadion                                        | Aristea                                                                             | Mileto                             | Eusebio |
| 125  | Pancratio Stadion non noto                     | Mosco Marco Ulpio Domestico Dionisio Sameumi                                        | Pergamo Mileto Efeso               | Eusebio |
| 129  | non noto Carro Stadio Tetrippon                | Diefilo Dionisio Sameumi Lucio Minucio Natalio Lucio Minucio Natalio Quadronio Vero | Eolide Roma Alessandria Barcino    | Eusebio |
| 133  | Stadion                                        | Elio Graniano Louca                                                                 | Sicione Alessandria                | Eusebio |
| 137  | Pentathlon Diaulos Lotta greca Cerice Stadion  | Elio Graniano Ermagora Publio Elio Artema Epidauro                                  | Sicione Lidia Laodicea Alessandria | Eusebio |
| 141  | Pugilato Pentathlon Stadion                    | Marco Tullio Elio Graniano Didimo Clideo                                            | Sicione Alessandria                | Eusebio |
| 145  | Pugilato Stadion Lotta greca                   | Marco Tullio Dionisio Cranao                                                        | Sicione Seleucia                   | Eusebio |
| 149  | Stadion                                        | Attico                                                                              | Lidia                              | Eusebio |
| 153  | Pancratio Stadion Diaulos Tetrippon            | Marco Aurelio Demetrio Demetrio Casia Mnasitea                                      | Alessandria Chio Elide             | Eusebio |
| 157  | Stadion                                        | Era                                                                                 | Chio                               | Eusebio |
| 161  | Oplitodromo Stadion                            | Mnasibulo                                                                           | Elatea                             | Eusebio |
| 165  | Lotta greca Cerice Stadion                     | Marco Erlio Crisippo Tito Elio Aurelio Apollonio Eitale                             | Smirne Cilicia Alessandria         | Eusebio |
| 169  | Stadion Corsa                                  | non noto Eudamione                                                                  | Lidia Alessandria                  | Eusebio |
| 173  | Pugilato Pancratio Stadion                     | Fotio Marco Aurelio Demostrato Dama Agatopo                                         | Efeso Lidia                        | Eusebio |
| 177  | Pugilato Cerice Pancratio Stadion              | Marco Aurelio Ermagora Gaio Giulio Basso Marco Aurelio Demostrato Dama Agatopo      | Mileto Lidia Efeso Alessandria     | Eusebio |
| 181  | Pancratio Stadion Oplitodromo                  | Marco Aurelio Asclepiade [...]ctabeno Anobino                                       | Alessandria Efeso                  | Eusebio |
| 185  | non noto Oplitodromo Stadion                   | Tito Elio Aurelio Metrodoro [...]ctabeno Erone                                      | Alessandria Efeso                  | Eusebio |
| 189  | non noto Stadion                               | Marco Aurelio Filosebato Tito Giulio Settimio Giuliano Magno                        | Efeso Smirne Cirenaica             | Eusebio |
| 193  | Lotta greca Stadion                            | Marco Aurelio Asclepiade Isidoro                                                    | Alessandria                        | Eusebio |
| 197  | Pugilato Pentathlon Lotta greca Ippica Stadion | non noto Aurelio Metrodoro Marco Aurelio Asclepiade Teopropio Isidoro               | Efeso Alessandria Rodi             | Eusebio |

### III secolo
| Anno | Disciplina                             | Vincitore                                                      | Origine                           | Fonte    |
| ---- | -------------------------------------- | -------------------------------------------------------------- | --------------------------------- | -------- |
| 201  | Pugilato Stadion non noto              | Alessandro non noto Marco Aurelio Erocle                       | Efeso Alessandria                 | Eusebio  |
| 205  | Stadion                                | Epinico                                                        | Misia                             | Eusebio  |
| 209  | Lotta greca Pancratio Stadion          | Gereno Gaio Perielio Aurelio Alessandro                        | Egitto Lidia Arcadia              | Eusebio  |
| 213  | Dolichos Lotta greca Pancratio Stadion | non noto Aurelio Elio Lucio Silicio Firmo Mandrogene Eliodoro  | Bitinia Alessandria Fenicia       | Eusebio  |
| 217  | Dolichos Salpinx Pancratio Stadion     | non noto Publio Elio Aurelio Serapione Aurelio Elio Eliodoro   | Bitinia Efeso Fenicia Alessandria | Africano |
| 221  | Dolichos Pancratio Stadion             | non noto Aurelio Fibamo Publio Elio Alcandrida                 | Bitinia Egitto Laconia            | Eusebio  |
| 225  | non noto Stadion                       | Publio Elio Granniano Fannio Atremidoro Publio Elio Alcandrida | Mileto Laconia                    | Eusebio  |
| 229  | non noto Pentathlon Stadion            | Claudio Rufo Demetrio                                          | Salamina                          | Eusebio  |
| 233  | non noto Pentathlon Stadion            | Claudio Rufo Demetrio                                          | Salamina                          | Eusebio  |
| 237  | Stadion                                | Demetrio                                                       | Salamina                          | Eusebio  |
| 241  | Pentathlon Tetrippon                   | Aurelio Germano Publio Asclepiade Tito Domizio Prometeo        | Salamina Corinzia Attica          | Eusebio  |
| 245  | Cerice                                 | Valerio Eclecto                                                | Paflagonia                        | Eusebio  |
| 249  | non noto                               | non noto Marco Aurelio Pio                                     | Attica Frigia                     | Eusebio  |
| 253  | Cerice                                 | Valerio Eclecto                                                | Paflagonia                        | Eusebio  |
| 257  | Cerice                                 | Valerio Eclecto                                                | Paflagonia                        | Eusebio  |
| 261  | Cerice                                 | Valerio Eclecto                                                | Paflagonia                        | Eusebio  |
| 265  | non noto                               | non noto                                                       | non noto                          | Eusebio  |
| 269  | non noto                               | non noto                                                       | non noto                          | Eusebio  |
| 273  | Stadion                                | Dionisio                                                       | Alessandria                       | Desippo  |
| 277  | non noto                               | Aurelio Sarappamone                                            | Egitto                            | Desippo  |
| 281  | nessuno                                | nessuno                                                        | nessuno                           | nessuno  |
| 285  | nessuno                                | nessuno                                                        | nessuno                           | nessuno  |
| 289  | nessuno                                | nessuno                                                        | nessuno                           | nessuno  |
| 293  | nessuno                                | nessuno                                                        | nessuno                           | nessuno  |
| 297  | nessuno                                | nessuno                                                        | nessuno                           | nessuno  |

### IV secolo
| Anno | Disciplina | Vincitore        | Origine | Fonte          |
| ---- | ---------- | ---------------- | ------- | -------------- |
| 301  | nessuno    | nessuno          | nessuno | nessuno        |
| 305  | nessuno    | nessuno          | nessuno | nessuno        |
| 309  | nessuno    | nessuno          | nessuno | nessuno        |
| 313  | nessuno    | nessuno          | nessuno | nessuno        |
| 317  | nessuno    | nessuno          | nessuno | nessuno        |
| 321  | nessuno    | nessuno          | nessuno | nessuno        |
| 325  | nessuno    | nessuno          | nessuno | nessuno        |
| 329  | nessuno    | nessuno          | nessuno | nessuno        |
| 333  | nessuno    | nessuno          | nessuno | nessuno        |
| 337  | nessuno    | nessuno          | nessuno | nessuno        |
| 341  | nessuno    | nessuno          | nessuno | nessuno        |
| 345  | nessuno    | nessuno          | nessuno | nessuno        |
| 349  | nessuno    | nessuno          | nessuno | nessuno        |
| 353  | nessuno    | nessuno          | nessuno | nessuno        |
| 357  | nessuno    | nessuno          | nessuno | nessuno        |
| 361  | nessuno    | nessuno          | nessuno | nessuno        |
| 365  | nessuno    | nessuno          | nessuno | nessuno        |
| 369  | Pugilato   | Varazdat         | Partia  | Mosè di Corene |
| 373  | nessuno    | nessuno          | nessuno | nessuno        |
| 377  | nessuno    | nessuno          | nessuno | nessuno        |
| 381  | Pancratio  | Eucarpide Zopiro | Attica  | Mark Golden    |
| 385  | Pugilato   | Aurelio Zopiro   | Attica  | Alexis Belis   |
| 389  | nessuno    | nessuno          | nessuno | nessuno        |
| 393  | nessuno    | nessuno          | nessuno | nessuno        |